# Tata 407
Pour les articles homonymes, voir 407 (nombre).
Le Tata 407 est un modèle d'utilitaire lourd fabriqué par le constructeur automobile indien Tata Motors depuis 1986. Le « 4 » de 407 provient de sa capacité de port maximale : quatre tonnes, tandis que le 07 représente le moteur diesel de 70 ch qui l'alimente. Son faible entretien, sa simplicité et sa charge utile en font un camion populaire dans le pays.
Au début des années 2000, Tata Motors a lancé un bus de 12 à 24 places, basé sur la plate-forme du 407, appelé CitiRide, pour ensuite être rebaptisé StarBus, une gamme qui s'est vendue en grand nombre. L'ensemble de la gamme StarBus a désormais été fusionné avec Tata Marcopolo, à la suite de la coentreprise avec le brésilien Marcopolo en 2006.